# 长庆桥
长庆桥，位于中国广东省惠州市博罗县泰美镇良田村，为博罗县的一个县级文物保护单位，类型为古建筑，公布时间为1985年。
长庆桥的历史年代为清代。